# Chemins de fer des Uele
Les chemins de fer des Uele (CFU) (parfois aussi: Chemins de fer des Uélé) forment un réseau de chemin de fer à voie étroite au nord-est du Congo. Il comprend des lignes partant du port fluvial de Bumba (Mongala) à travers le Bas-Uele à Mungbere en Haut-Uele avec des branches vers Bondo, Titulé et Buta Ville.

## Réseau
La ligne à voie étroite est selon les sources, longue de 1011 ou de 1026 km. Elle a un écartement de 600 mm et suit le 3e parallèle de latitude. Elle part du port fluvial de Bumba (Mongala) au Congo à travers le Bas-Uele à Mungbere en Haut-Uele. Des branches partent de Komba à Bondo, d'Andoma (anciennement Liénart ou Liénartville) à Titulé et de Buta Triangle à Buta Ville.
Le réseau est composé des lignes suivantes :
- Bumba–Aketi
- Aketi–Bondo
- Aketi–Buta–Isiro
- Liénart–Titulé
- Buta Triangle–Buta Ville
- Isiro–Mungbere

## Histoire
Les Chemins de fer des Uele furent construits par la Société des chemins de fer vicinaux du Congo d'origine belge entre 1924 et 1937. La ligne reliait Aketi, sur l'Itimbiri, à Bondo et fut exploitée à l'aide de matériel Decauville liquidé par l'armée allemande après la Première Guerre mondiale. La ligne fut prolongée de Komba à Buta et à Paulis (actuellement Isiro) et plus tard à Mungbere en 1937.
Le niveau des eaux de l'Itimbiri, parfois très bas et atteignant à peine  40 cm, les transports par bateau entre Aketi et Bumba étaient toujours difficiles. C'est pourquoi la ligne Aketi-Bumba fut construite entre 1970 et 1973. 
Le dernier train connu ayant parcouru l'ensemble de la ligne, roula au début des années 2000. Radio Okapi annonça à maintes reprises le retour du trafic ferroviaire dans la partie supérieure (jusqu'en 2008). Après 14 ans d'interruption, le service a repris en 2005 entre Bumba et Aketi.

## Opérateurs
- 1924-1960 Chemins de fer vicinaux du Congo, CVC ou Vicicongo (en flamand : Buurtspoorwegen van Congo) ; siège à Bruxelles.
- 1960-1971 Chemins de fer vicinaux du Congo, CVC ou Vicicongo ; siège à Aketi.
- 1971-1974 Chemins de fer vicinaux du Zaïre, CVZ ou Vicizaïre ; siège à Aketi.
- 1974-1991 Société Nationale des Chemins de Fer Zaïrois (S.N.C.Z.) ; siège à Lubumbashi.
- 1991-1995 Office des Chemins de Fer des Ueles (OCFU), groupe SNCZ-Holding ; siège à Aketi.
- 1995-2010 Chemins de Fer des Uele (CFU) ; siège à Aketi[7].
- 2010-prés. Société Des chemins de fer Uélé - Fleuve SPRL (CFUF)[8],[1].

## Littérature
- Blanchart, Charles: Le Rail au Congo Belge. 1920-1945. Bruxelles: Blanchart, 1999.
- Blanchart, Charles: Le Rail au Congo Belge. 1945-1960. Bruxelles: Masion, 2008.